# Веркаутерен, Франк
Франк Верка́утерен (нидерл. Frank Vercauteren; род. 28 октября 1956, Моленбек) — бельгийский футболист и тренер. Играл на позиции левого вингера.

## Биография
Большую часть карьеры Веркаутерен провёл в клубе, чью академию закончил, — в бельгийском «Андерлехте». С этим клубом он завоевал 5 европейских кубков, а также 4 раза становился чемпионом Бельгии. Затем он выступал за французский «Нант», где дважды подряд становился лучшим ассистентом команды. Свою карьеру Веркаутерен закончил в скромном «Моленбеке».
Веркаутерен провёл за сборную Бельгии 63 игры. Был участником Чемпионата мира 1986, где Бельгия заняла 4-е место, а также Чемпионата мира 1982 и Чемпионата Европы 1984.
Тренерскую карьеру Веркаутерен начал в молодёжной команде клуба «Бренуа», затем перешёл на аналогичную должность в «Мехелен», после чего стал ассистентом главного тренера «Андерлехта» Ари Хана. Когда тот был уволен из клуба, Веркаутерен совместно с Жаном Доксом был исполняющим обязанности главного тренера. Затем снова стал ассистентом главного тренера вплоть до 2005 года, когда сам возглавил команду и дважды выиграл с клубом чемпионат, однако в 2007 году был уволен. В 2009 году возглавил сборную Бельгии, но менее чем через полгода был смещён с этой позиции Диком Адвокатом. Подписав затем контракт с «Генком», в 2011 году привёл клуб к чемпионству и покинул команду. В 2011 году возглавил «Аль-Джазиру», но менее чем через год покинул её. То же самое произошло и в португальском «Спортинге» годом позже. Затем Веркаутерен вернулся в «Мехелен», который возглавил зимой 2014 года.
В июне 2014 года Веркаутерен был назначен главным тренером «Крыльев Советов», с которыми выиграл первенство ФНЛ 2014/15 и вышел в РФПЛ. В сезоне 2015/16 «Крылья» под руководством Веркаутерена заняли 9-е место. Руководство клуба было удовлетворено результатом, и контракт с ним продлён сроком на 1 год. В связи с отсутствием результатов за первый круг сезона 2016/17 был отправлен в отставку.

## Тренерская карьера
По состоянию на 31 октября 2016 года
| «Андерлехт»           | Бельгия                       | 17 июня 2005     | 22 августа 2007  | 68  | 44  | 15 | 9  | 64,70 |
| «Генк»                | Бельгия                       | 23 мая 2009      | 17 мая 2011      | 72  | 38  | 17 | 17 | 52,77 |
| «Аль-Джазира»         | Объединённые Арабские Эмираты | 12 ноября 2011   | 22 сентября 2012 | 22  | 11  | 9  | 2  | 50,00 |
| «Спортинг» (Лиссабон) | Португалия                    | 25 сентября 2012 | 16 мая 2013      | 30  | 11  | 9  | 10 | 36,66 |
| «Мехелен»             | Бельгия                       | 12 января 2014   | 5 июня 2014      | 14  | 5   | 2  | 7  | 35,71 |
| «Крылья Советов»      | Россия                        | 9 июня 2014      | 31 октября 2016  | 83  | 37  | 19 | 27 | 44,57 |
| Всего                 | Всего                         | Всего            | Всего            | 289 | 146 | 71 | 72 | 50,51 |

## Достижения
Игровые
 Андерлехт
- Чемпион Бельгии: 1980/81, 1984/85, 1985/86, 1986/87
- Обладатель Кубка Бельгии: 1974/75, 1975/76
- Обладатель Суперкубка Бельгии: 1985, 1987
- Обладатель Кубка обладателей кубков: 1975/76, 1977/78
- Обладатель Кубка УЕФА: 1982/83
- Обладатель Суперкубка Европы: 1976, 1978

Тренерские
 Андерлехт
- Чемпион Бельгии: 2005/06, 2006/07
- Обладатель Суперкубка Бельгии: 2006, 2007

 Генк
- Чемпион Бельгии: 2010/11
- Обладатель Суперкубка Бельгии: 2011

 Крылья Советов
- Победитель первенства ФНЛ: 2014/15